# Melange
Melange – piąty album studyjny polskiej grupy muzycznej Artrosis. Wydawnictwo ukazało się 4 listopada 2002 roku nakładem wytwórni muzycznej Metal Mind Productions. W ramach promocji do utworów "Wiem" oraz "Kolej rzeczy" zostały zrealizowane teledyski.
Nagrania zostały zarejestrowane w częstochowskim Studio 333. Album był promowany podczas trasy koncertowej Dark Stars Festival w Polsce. W trasie wzięły udział ponadto grupy Moonlight, Delight, Desdemona i Fading Colours.

## Lista utworów
Opracowano na podstawie materiału źródłowego.
1. "Kolej Rzeczy?" - 04:49
2. "Bez Złudzeń" - 04:31
3. "Mało Słów" - 05:46
4. "Melange" - 04:53
5. "Codzienność" - 04:22
6. "Gdzieś pomiędzy" - 03:25
7. "Twoja Otchłań" - 04:59
8. "Angemel" - 00:57
9. "Wiem" - 04:38
10. "Spełnione Dni" - 03:38
11. "Impre Sjon" - 03:48

| Wersja anglojęzyczna |
| --- |
| 1. "In A Daze" 2. "In Low Spirits" 3. "Was It Meant To Be Like That?" 4. "Melange" 5. "Tone Of The Gloom" 6. "Somewhere Between" 7. "Stone Infatuated" 8. "Angemel" 9. "A Leaden Sky" 10. "A Yen" 11. "Impre Sjon" |

## Twórcy
- Magdalena "Medeah" Stupkiewicz-Dobosz – śpiew, słowa
- Maciej Niedzielski – instrumenty klawiszowe, programowanie perkusji, muzyka
- Rafał "Grunthell" Grunt – gitara elektryczna
- Marcin Pendowski – gitara basowa